# پروژه بین‌المللی کتابخانه نت‌های موسیقی
پروژه بین‌المللی کتابخانه نت‌های موسیقی (انگلیسی: International Music Score Library Project) که به اختصار به آن «IMSLP» می‌گویند و با عنوان کتابخانه موسیقی پتروچی (انگلیسی: Petrucci Music Library) نیز شناخته می‌شود، یک پروژهٔ بر پایهٔ حقِ اشتراک، جهت ایجادِ یک کتابخانهٔ مجازی برای آن دسته از نت‌های موسیقی است که در مالکیت عمومی باشد. قوانین و رهنمودهای این پروژهٔ آنلاین، همانند ویکی‌پدیا است و نامش را از مالک خود «اتاویو پتروچی» می‌گیرد.
از زمان ایجاد این پروژه در تاریخ ۱۶ فوریه ۲۰۰۶ میلادی، ۳۰۰٬۰۰۰ نُت و ۳۵٬۰۰۰ قطعه موسیقی ضبط‌شده برای ۹۳٬۰۰۰ اثر از ۱۲٬۰۰۰ آهنگساز، بارگذاری شده‌است. این پروژه از نرم‌افزار مدیاویکی استفاده می‌کند.
از ۲۷ دسامبر ۲۰۱۵ میلادی، این پروژه نیازمند پرداخت حق اشتراک است که ماهیانه بین و ۱٫۱۴ دلار تا ۱٫۹۰ دلار آمریکاست که در حدود۲۲٫۸۰ دلار برای یکسال یا ۲۷۳٫۶۰ دلار برای یک دورهٔ ۲۰ ساله خواهد شد.